# Abner Benaim
Abner Benaim   (Ciutat de Panamà, 1971) és un productor, director, guionista i artista plàstic panameny.

## Biografia
Benaim va estudiar Relacions Internacionals en la Universitat de Pennsilvània (Estats Units). Posteriorment va cursar estudis de Cinematografia en Camera Fosca en Tel-Aviv. Va iniciar les seves aportacions al món dels documentals independents amb produccions com Good Vibes i Round Trip To Panama, presentats en Jerusalem, Tel-Aviv, Haifa, Los Angeles, Chicago, Nova York, Miami i Panamà, rebent múltiples nominacions i premis en diversos festivals internacionals.
El 2004 va fundar Apertura Films a la ciutat de Panamà. A l'any següent va estrenar com a director la sèrie documental d'onze capítols El otro lado, guanyadora del Nova York Television Festival Best Documentary Award 2005 i reconeguda per la revista Rolling Stone en la seva edició de Llatinoamèrica com un dels 100 millors programes de TV de tots els temps.
En 2009 va dirigir el llargmetratge Chance, una ficció que va batre rècords d'audiència amb més de 140.000 espectadors en sales panamenyes i més de mig milió d'espectadors a la regió. Va obtenir el guardó Japan Skip City D-Cinema Festival Best Screenplay Award 2011 i va ser adquirida per HBO i Ibermedia TV.
Empleadas y patrones, el documental que va dirigir en 2010, es va estrenar a IDFA, Països Baixos i va ser presentada a Hot docs Toronto, London International Film Festival i a més de 40 certàmens internacionals.
En 2014 va presentar Invasión, un documental sobre la memòria col·lectiva entorn de la invasió dels Estats Units a Panamà en 1989. En la seva estrena al Festival Internacional de Cinema IFF Panamà, es va alçar amb el Premi del Públic al Millor Documental i el Premi Millor Pel·lícula de Centreamèrica i El Carib.
Invasión va ser seleccionada per a representar a Panamà en la Categoria de Millor Pel·lícula de parla no anglesa per a la 87a edició dels Premis Oscar.
Durant 2015 Invasión fa ser reconeguda amb el Premi a Millor Director a Miami International Film Festival (MIFF), el Premi al Millor Documental del Carib en el Festival Internacional de Cinema de Barranquilla FIQBAC, Colòmbia, i la Bisnaga de Plata, Premi del Públic al Festival de Màlaga de Cinema Espanyol.
Al film col·lectiu Historias del Canal (2014), Benaim va dirigir el segment 1977.
El 2018 Yo no me llamo Rubén Blades, guanyadora del premi de l'audiència en el festival SXSW i mostrada en HBO.
Plaza Catedral (ex Biencuidao), el seu més recent projecte, va rebre el VFF Talent Highlight Pitch Award en el Talent Project Market de Berlinale 2015.
Plaza Catedral (2021), va ser seleccionada en la llista curta “shortlist” per a Millor Pel·lícula estrangera dels Premis Oscar i estrenada en el Festival Internacional de Cinema de Guadalajara, on va obtenir el premi a la millor actriu i premi al millor actor en la categoria Mezcal.
Considerat pioner del cinema panameny, ha representat al seu país en tres ocasions en la selecció oficial per als premis Oscars amb Invasión (2014), Yo no me llamo Ruben Blades (2018), i amb Plaza Catedral.
Altres produccions de Benaim inclouen Life in nature (2002), In the attic (2003), On the bench (2014, serie Short Plays), Bulldog Noise (2004) i el llibre Panamix.

## Filmografia
- Plaza Catedral (2021)
- Yo no me llamo Rubén Blades (2018)
- Zachrisson (2016)
- Invasión (2014)
- Historias del Canal, segmento 1977 (2014)
- Empleadas y patrones (2010)
- Chance (2009)
- El Otro Lado (2005)
- Bulldog Noise (2004)
- Good vibes (2003)
- In the attic (2003)
- Round trip to Panama (2002)
- Life in Nature (2002)